# Пауэлл, Хоуп
Хоуп Пэтришиа Пауэлл (англ. Hope Patricia Powell; род. 8 декабря 1966) — английская футболистка и футбольный тренер. С 1998 по 2013 год была главным тренером женской сборной Англии по футболу.

## Карьера игрока
Пауэлл провела 66 матчей за женскую сборную Англии в качестве игрока, выступая на позиции атакующего полузащитника, и забила 35 голов. На клубном уровне представляла женские составы клубов «Миллуолл», «Фулхэм» и «Чарльтон Атлетик», дважды выигрывала женский Кубок Англии.

## Тренерская карьера
В 1998 году стала первым постоянным тренером в истории женской сборной Англии по футболу. Кроме руководства основной женской сборной Пауэлл также координирует работу в юношеских и молодёжных сборных Англии для девушек.
В 2003 году Пауэлл стала первый женщиной, получившей профессиональную лицензию УЕФА, обучаясь вместе со Стюартом Пирсом. В 2009 году вывела сборную Англии в финал чемпионата Европы, в котором англичанки уступили немкам.

## Достижения и награды
В 2002 году Пауэлл была удостоена Ордена офицера Британской империи (OBE), а в 2010 году — ордена командора (CBE). В 2003 году она была включена в Зал славы английского футбола.
В 2011 году Пауэлл получила почётную докторскую степень Университета Восточного Лондона.

## Личная жизнь
Хоуп Пауэлл является лесбиянкой. В августе 2010 года она заняла 68-е место в «Розовом списке самых влиятельных лесбиянок и геев в Великобритании» по версии газеты The Independent.